# Novactaea
Novactaea is een geslacht van kreeftachtigen uit de klasse van de Malacostraca (hogere kreeftachtigen).

## Soorten
- Novactaea bella Guinot, 1976
- Novactaea michaelseni (Odhner, 1925)
- Novactaea modesta (de Man, 1888)
- Novactaea pulchella (A. Milne-Edwards, 1865)